# Swan Songs
Swan Songs è il primo album in studio del gruppo musicale statunitense Hollywood Undead, pubblicato il 2 settembre 2008 dalla A&M Octone Records.

## Tracce
1. Undead – 4:25 (Bob Daisley, Deuce, Johnny 3 Tears, Charlie Scene, J-Dog, Ozzy Osbourne, Randy Rhoads)
2. Sell Your Soul – 3:13 (Danny Lohner, Deuce, Johnny 3 Tears, J-Dog)
3. Everywhere I Go – 3:30 (Deuce, Charlie Scene)
4. No Other Place – 3:16 (Deuce, Funny Man)
5. No. 5 – 3:05 (Deuce, Funny Man, Johnny 3 Tears, Charlie Scene, Da Kurlzz)
6. Young – 3:16 (Danny Lohner, Deuce, Johnny 3 Tears)
7. Black Dahlia – 3:45 (Deuce, Johnny 3 Tears, J-Dog)
8. This Love, This Hate – 3:57 (Deuce, Jimmy Yuma)
9. Bottle and a Gun – 3:22 (Deuce, Funny Man, Charlie Scene)
10. California – 3:16 (Deuce, Johnny 3 Tears, J-Dog)
11. City – 3:34 (Deuce, Johnny 3 Tears, Charlie Scene)
12. This Diary – 4:35 (Deuce, Johnny 3 Tears)
13. Pimpin' – 3:07 (Deuce, Johnny 3 Tears, Charlie Scene, J-Dog)
14. Paradise Lost – 3:10 (Deuce, Don Gilmore, Johnny 3 Tears)

Tracce bonus
1. Pain – 2:41 (Deuce, Johnny 3 Tears, Charlie Scene)
2. Knife Called Lust – 3:00 (Deuce, Johnny 3 Tears, Charlie Scene)

## Formazione
Gruppo
- Deuce – voce
- Funny Man – voce
- Johnny 3 Tears – voce
- Charlie Scene – voce, chitarra solista
- J-Dog – chitarra ritmica, basso, tastiera, sintetizzatore, voce death
- Da Kurlzz – batteria, percussioni, voce death

Altri musicisti
- Josh Freese – batteria (tracce 1, 6 e 11)
- Dean Saenz – batteria (traccia 2)
- Danny Lohner – chitarra aggiuntiva (tracce 2, 8 e 14)
- Paul Pavao  – chitarra aggiuntiva (traccia 6)
- John Tempesta – batteria (traccia 14)

## Classifiche
| Classifica (2008) | Posizione massima |
| ----------------- | ----------------- |
| Regno Unito       | 85                |
| Stati Uniti       | 22                |